# Davy Crockett
David Crockett (17. kolovoza 1786. – 6. ožujka 1836.) bio je američki narodni junak, graničar, vojnik i političar iz 19. stoljeća. Poznatiji kao Davy Crockett, koji je nakon 1950. dobio nadimak Kralj divlje granice. Bio je zastupnik Tennesseeja u američkom Kongresu, dragovoljac u ratu za nezavisnost Teksasa u kojem je poginuo u Bitci za Alamo 1836. god.
Crockett je odrastao u Istočnom Tennesseeju, gdje je došao na glas kao veliki lovac i veliki pripovjedač. Nakon što je postao potpukovnik milicije okruga Lawrence, izabran je kao poslanik u Kongres države Tennessee 1821. god. Nakon toga je 1826., izabran kao zastupnik Tennesseeja u Američki kongres. Kao kongresmen Crockett je postao ljuti protivnik politike predsjednika Andrewa Jacksona, osobito njegova Zakona o preseljenju indijanaca, zbog toga je na kraju izgubio mjesto kongresmena. Ljut zbog poraza Crockett se iselio iz Sjedinjenih Američkih Država i pridružio Teksašanima kao dragovoljac u ratu za nezavisnost Teksasa.
Crockett je postao slavan još za svog života, kad su se počele objavljivati epizode iz njegova burnog života po novinama i izvoditi kazališne predstave s temama iz njegova života. Nakon njegove smrti, njegovi podvizi su uzdignuti do mitskih dimenzija, pozornosti njegova lika posebno su pridonijeli masovni mediji u 20. st. (film, televizija).

## Životopis
David Crockett je rođen u tadašnjem divljem zapadu, u brvnari na ušću potoka 
Limestone u rijeku Nolichucky (okrug Greene County) gdje mu je otac htio podići mlin. U vrijeme njegova rođenja, taj dio Istočnog Tennesseeja bio je prepun Creek Indijanaca i divljih zvjeri.
To je bilo područje koje još nije imao status američke države, zvan Država Franklin. Danas je na tom mjestu podignuta replika njihove brvnare.
David Crockett bio je peto od devetoro djece Johna i Rebecce (Hawkins) Crockett, škotsko - irskih doseljenika. Ime David dobio je po djedu, kojeg su ubili indijanci 1777. u vlastitoj brvnari kod današnjeg Rogersvilla (Tennessee). Crockettovi su se među prvim doseljenicima naselili u Morristown, Tennessee, 1790. i podigli gostionicu uz cestu Knoxville - Abingdon (Virginia). Na tom mjestu danas stoji memorijalni muzej.

### Djetinstvo
U svojoj autobiografiji, sam Crockett je naveo da mu je djetinstvo bilo prepuno pustolovina, nevolja, i skitnje. Već kao dječak od 8 godina stekao je ugled odličnog strijelca i lovca. Pobjegao je od kuće zbog škole u 13 godini (već se prvog dana potukao s nekim starijim dječakom), i nakon toga proveo u tada opasnom, rijetko naseljenom Tennesseeju pune tri godine. To iskustvo preživljavanja u divljini - stvorilo je od njega doista sposobnog trapera i izviđača
Kući se vratio za svoj 16. rođendan, i ponovno uklopio u život u obitelji. Da pomogne ocu vratiti dug od 40 dolara, radio je godinu dana kod Johna Kennedyja. Poslije se dobrovoljno vratio kod Kennedyja jer se zaljubio u njegovu nećakinju Margaret Elder, koja mu je slomila srce jer se udala za drugog. S 20 godina Crockett se oženio 16. kolovozaa 1806., s Mary (Polly) Finley, s njom je imao dva sina i kćer: Nakon što mu je umrla žena Polly, oženio se s udovicom Elizabeth Patton 1815. s kojom je također imao troje djece.

### Sudjelovanje u ratu protiv Creeek indijanaca 1813. – 1814.
Crockett se 24. rujna 1813., javio u 2. dobrovoljačku planinsku pukovniju - Milicije Tennessee na rok od šezdeset dana, u ratu protiv Creek indijanaca (služio je pod pukovnikom John Coffeejem). Za tih borbi došlo je na vidjelo svo Crockettovo iskustvo života po šumama, postao je izviđač i glavni obskrbljivač gladne vojske, po šumskim bespućima Alabame, svojim ulovom. Zbog svih sposobnosti pokazanih u ratu postavljen je za potpukovnika 57. pukovnije Milicije Tennessee 27. ožujka 1818. god.

### Politička karijera
Od 1821. do 1823., Crockett je bio poslanik Kongresa Tennessee, u kojem je 17. rujna 1821. izabran u Odbor za predstavke i žalbe.
Prvi put se kandidirao za Američki kongres 1824., ali nije uspio na izborima. Na sljedećim izborima 1826., izabran je u 20 saziv Predstavničkog doma Američkog kongresa kao jacksonovski demokrat. Kao kongresmen (1827. – 1831.), Crockett je podržavao prava skvotera na prvootkup zaposjednute zemlje kao i njegov stranački vođa Andrew Jackson. Ali mu je okrenuo leđa i pridružio se Vigovcima kad je on predložio Zakon o preseljenju indijanaca, zbog tog je poražen na sljedećim izborima 1830. god.  Ponovno je izabran na izborima za 23 saziv Kongresa 1832., ovaj put kao vigovski kandidat, ali u reizboru 1834. nije uspio i ispao je iz Kongresa.
U svojoj autobiografiji iz 1834., pod nazivom Život Davida Crocketta, osobno napisan. Crockett kaže da je za vrijeme izbora, otišao na istok raditi promociju svoje knjige, te da je zbog tog tijesno izgubio izbore. Ali kaže Rekao sam ljudima iz mog okruženja da ću im služiti vjerno kao što sam učinio do tada, ali ako to ne žele... neg se gone dovraga, a ja ću otići u Teksas. I doista nakon izbornog poraza, on je napravio upravo to.

### Rat za teksašku nezavisnost
Iz Tennesseeja je Crockett krenuo za Teksas u studenom 1835. s 30 dobro naoružanih ljudi, usput se zadržavao po gradovima Juga gdje je držao govore i skupljao svoju dragovoljačku postrojbu za obranu Teksasa. 
U Teksas je stigao na početku sječnja 1836. s vojskom od 65 dragovoljaca u mjesto Nacogdoches. Tu su potpisali zakletvu o vojnoj obavezi na 6 mjeseci pred sucem Johnom Forbesom, predstavnikom Privremene vlade Teksasa. Na račun toga je svakom dragovoljcu obećano je oko 4.600 hektara zemlje kao plaća.
Crockett je sa svojim ljudima stigao u Alamo 8. veljačea. Na 
iznenađenje garnizona Alamo, meksička vojska na čelu s generalom Santa Annom stigla je do Alama već 23. veljačea, i odmah opkolila Alamo. Santa Anna je naredio žestoko bombardiranje utvrde iz svih svojih topova, koje je bilo sve razornije kako su se približavali utvrdi. Kako se opsada produžavala zapovjednik Alama William Barret Travis, slao je kurire moleći za pomoć iscrpljenom i malobrojnom garnizonu, ali pomoć nije stizala.
Branitelji Alama izdržali su do 6. ožujka, - tad je u ranim jutarnjim satima poslije žestoke topničke vatre vojska Santa Ane provalila u utvrdu i poslije bitke koja je trajala 90 minuta pobila svu mušku posadu.
Nakon tog je Santa Anna naredio svojim ljudima da se tijela ubijenih poslože na gomilu i spale.

## Uspomene na Crocketta
Crockett je bio čovjek iz naroda, ne baš previše obrazovan, ostao je upamećen po britkom jeziku i narodskom humoru s granice, koji je kasnije duboko utjecao na razvoj originalne američke književnosti. Sam je sebe opisivao kao polukonja, polualigatora - uvijek spremnog na tučnjavu u kojem mu nema ravnog.
Njegov lik iskoristili su vigovski novinari, politički protivnici demokrata koji su nakon njegove smrti izdali gomilu Almanaha (Davy Crockett’s Almanac, of Wild Sports in the West, Life in the Backwoods, & Sketches of Texas,) posvećenih njemu u kojima su njegove podvige doveli do fantastičnih razmjera. U njima su objavljivani i njegovi duhoviti kongresni nastupi (navodni ?).
Pri kraju 19. st., Crockett je pao u zaborav. Legenda o njemu ponovno je oživljena televizijskim filmovima Walta Disneyja iz 1950-ih u kojima Davy nosi slavnu kapu od rakuna.  Snimljene su tri televizijske serije; Davy Crockett, indijski borac, Davy Crockett ide u Kongres, i Davy Crockett u Alamu u kojima glumac Fess Parker glumi Crocketta. Serija je išla po jedan sat tjedno, i doživjela veliku pozornost - osobito kod mladih.
Serijal je na kraju pretvoren u dugometražni film u ljeto 1955. god. Do kraja 1955., Amerikanci su kupili za preko od 300 milijuna dolara predmete posvećenih Davy Crockettu. Serijal je također izbacio i pjesmu Balada o Davy Crockettu.
Serijal je ponovno emitiran 1960. ovaj put na NBC-u. Snimljena su i dva nova nastavka u boji: Davy Crockettova vratolomna utrka i Davy Crockett i riječni pirati. U ove dvije epizode Crocketta je glumio jedna od američkih legendi Mike Fink. Nakon tog su 1988. – 1989. snimljene tri nove epizode pod nazivom Nove avanture Davy Crocketta, u kojim je Tim Dunigan glumio Davyja, uz Johnny Casha koji je glumio ostarjelog Crocketta prije odlaska u Teksas.
Lik Crocketta oživljavan je u brojnim filmovima o Alamu. U poznatom filmu Alamo iz 1960., Crocketta glumi John Wayne.

## Vanjske poveznice
- Službene stranice obitelji Crockett (engl)